# Newberg
Newberg è un centro abitato (City) degli Stati Uniti d'America, situato nella contea di Yamhill dello Stato dell'Oregon. Nel 2006 la popolazione era di 20.570 abitanti.

## Geografia fisica
Secondo i rilevamenti dello United States Census Bureau, Newberg si estende su una superficie di 12 km².